# Iva xanthiifolia
Iva xanthiifolia, обична ива, је једногодишња зељаста биљка из породице Compositae.

## Опис
Једногодишња зељаста биљка висока 1–3 m. Стабљика је усправна, назубљена или угласта, граната. Корен је веома гранат.
Листови су наизменични или готово наспрамни, на веома дугим дршкама, дуги 7–30 cm, на лицу храпави, на наличју са кратким длакама, широко јајасти или скоро делтоидни, срцасти или нагло сужени, ушиљени, с назубљеном ивицом и три главна лисна нерва и понекад са 3–5 режњева. 
Цветови су зеленкастожути. Главице су седеће или висеће, на кратким дршкама, многобројне, хетерогамне; има 8–20 мушких цветова, постављених у средини цвасти, и пет женских цветова по ободу цвасти. Главице су груписане у вршне и пазушне класолике цвасти или сложене класове. На једној биљци се развија и до 300.000 главичастих цвасти. Цвета од јула до октобра и опрашује је ветар.
Плод је обла ахенија, црна, 2,5 mm дугачка. Плодоноси од августа до октобра. Размножава се семеном (анемохоријом и зоохоријом). Јединка може да произведе 35.000–50.000 (105.000) семена, која могу да задрже клијавост у земљишту 3–5 година.

## Порекло врсте
Води порекло из прерија централног дела Северне Америке.
Првобитно је узгајана у ботаничким баштама. Први пут је константована да расте субспонтано 1842. године у Украјини, у близини ботаничке баште Универзитета у Кијеву, а затим и 1858. године у Немачкој, у близини ботаничке баште у Потсдану, а у Србији 1966. године у Новом Саду.
Антропогено се расејава транспортом зараженог семена гајених биљака или семена за прехрану птица, задржавањем семена на пољопривредној механизацији и возилима, трансфером земљишта и транспортом балеге која се употребљава као органско ђубриво. У Војводини, као и у Словачкој и Мађарској, у долини Дунава, ова врста представља пољопривредни коров који изазива значајне губитке приноса. Прогнозира се да ће врста релативно брзо проширити свој ареал и да ће главни путеви дисперзије бити дуж већих саобраћајница. 
Полен се тешко разликује од полена амброзије и има јако алергено дејство. Спада у главне изазиваче алергијских кијавица. Контакт с листовима може да изазове дерматитис код осетљивих особа.

## Станиште
У природном ареалу расте у преријама, у оквиру травних заједница на песковитим или муљевитим речним алувијумима. Преферира топле континенталне долине, док је ретка или је уопште нема у планинским регионима. Представља једну од примарних инвазивних врста на деградираним стаништима, где може да опстане и до девет година. 

## Распрострањење у Србији
Широко распрострањена.

## Мере контроле и сузбијања
Ширење обичне иве треба предупредити стратегијама мониторинга и уклањања, што ће омогућити "рану контролу", као и подизање свести јавности. 
Главна превенција ширења ове врсте на нова станишта постиже се строгом контолом семена гајених биљака и избегавањем трансфера земљишта с места у чијој је близини константована ова врста. Мање популације би требало уклонити чим се открију, обавезно пре цветања и формирања семена, тј. до средине јула. Уколико људи уклањају биљке механички, чупањем из корена, неопходно је да носе рукавице. Кошење пре цветања такође даје добре резултате, јер нема вегетативног размножавања. Током 2–3 године требало би вршити мониторинг локалитета и уклањати новоникле јединке (пре цветања) из преосталог семена у земљишту.
Тамо где је то могуће, треба садити врсте које су јаки компетитори, као што су Lolium perenne, Dactylis glomerata или Medicago sativa, као вид биолошке контроле. 

## Синоними
- Cyclachaena xanthiifolia